# アゼルバイジャン陸軍

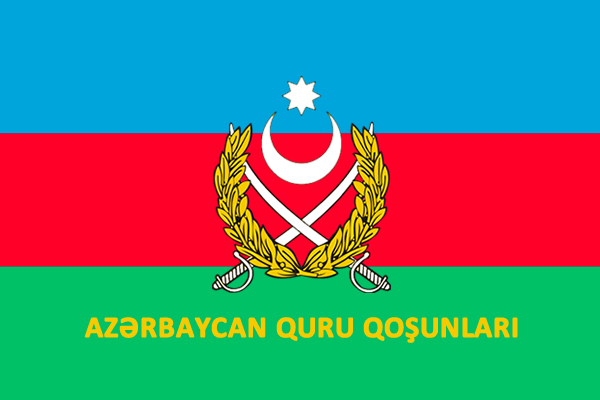
アゼルバイジャン陸軍旗

アゼルバイジャン陸軍の紋章

アゼルバイジャン陸軍は、アゼルバイジャン共和国軍の陸軍組織である。

## 概要
1991年に創設された。国内に駐留していたソ連軍から装備を継承しており、戦車など主な装備はソ連・ロシア製が中心となっているが、近年ではベラルーシやトルコ、イスラエル製の装備も導入している。2024年時点の兵力は57,800人。
2020年ナゴルノ・カラバフ紛争では、アゼルバイジャン・相手方とも装甲戦闘車両だけでも100両単位におよぶ損失を出したと推定されている。

## 組織

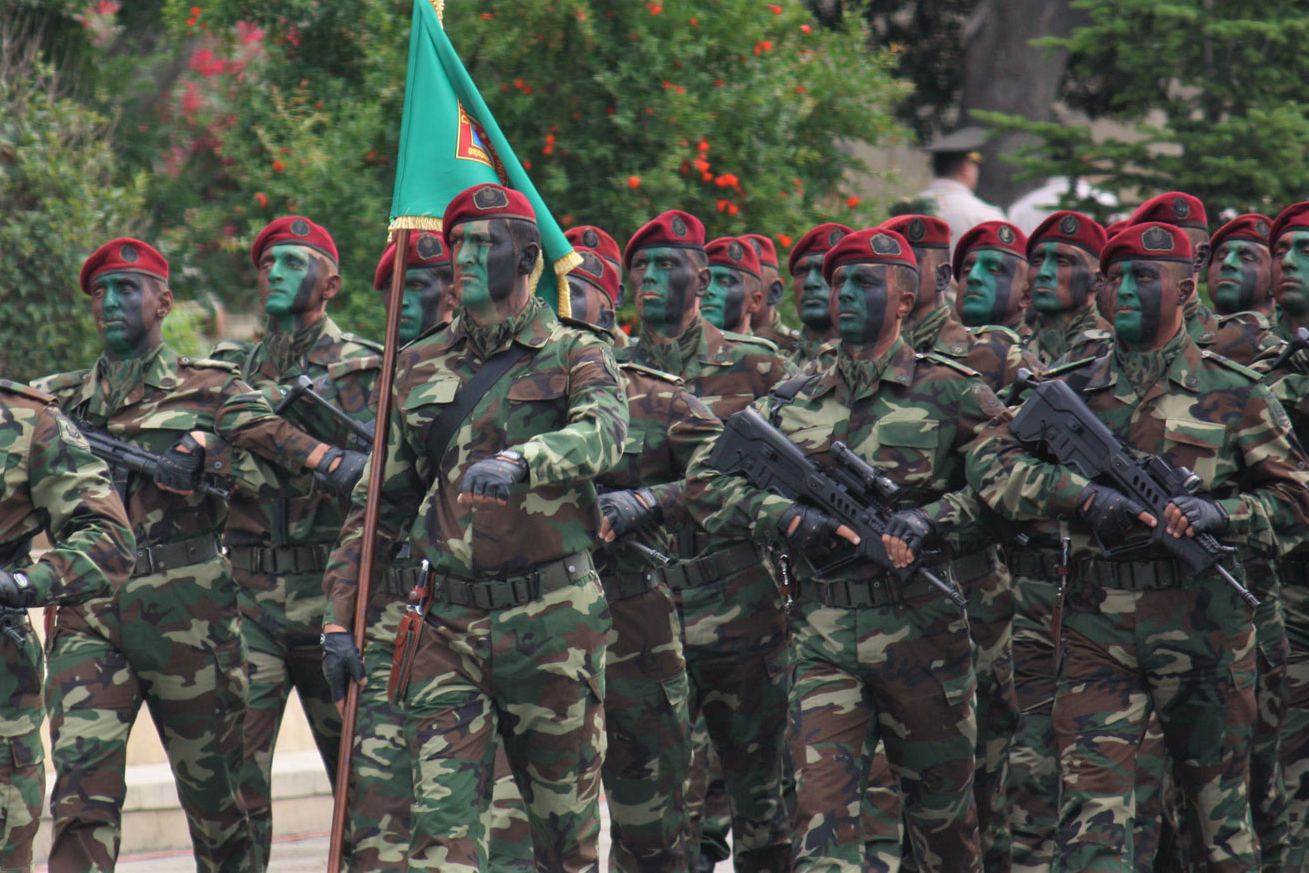
IMIタボールで武装する陸軍の特殊部隊

アゼルバイジャン陸軍は、5個軍団から成り、各軍団には、5個旅団程度が配属されている。
- 第1軍団：ナゴルノ・カラバフ地区
- 第2軍団：ナゴルノ・カラバフ地区
- 第3軍団：ナゴルノ・カラバフ地区
- 第4軍団：首都及び海岸地区
- 第5軍団：ナヒチェヴァン

作戦単位は、以下の通りである。
- 装甲戦車旅団
- 21個自動車化狙撃旅団（2個教育旅団を含む）
- 4個砲兵旅団
- 多連装ロケット砲旅団
- 物資・技術保障旅団
- 4個対戦車砲連隊
- 特殊任務旅団：サリヤヌィ
- 空挺旅団：ギャンジャ
- 山岳歩兵旅団

## 装備

### 戦車
- T-90S 主力戦車 - 93両[2]
- T-72A/AV/B/SIM2 主力戦車 - 404両[2]

### 装甲戦闘車両
- BRM-1K 装甲偵察車 - 7両[2]
- BMP-1 歩兵戦闘車 - 60両[2]
- BMP-2 歩兵戦闘車 - 91両[2]
- BMP-3 歩兵戦闘車 - 46両[2]
- BMD-1 空挺戦闘車 - 20両[2]
- BTR-80A 装輪式歩兵戦闘車 - 7両[2]
- BTR-82A 装輪式歩兵戦闘車 - 107両[2]
- MT-LB 装甲兵員輸送車 - 336両[2]

- BTR-60 装輪式装甲兵員輸送車 - 10両[2]
- BTR-70 装輪式装甲兵員輸送車 - 132両[2]
- マローダー 歩兵機動車 - 14両[2]
- マタドール 歩兵機動車 - 14両[2]
- コブラ 汎用装甲車 - 35両[2]
- サンドキャット 汎用装甲車 - 106両[2]

### 工兵・支援車両
- IMR-2 装甲工兵車 - 1両[2]
- IMR-3M 装甲工兵車 - 9両[2]
- MT-LB 装甲工兵車 - 不詳[2]
- BREM-L 装甲回収車 - 不詳[2]
- GW-3 地雷敷設車両 - 不詳[2]
- Bozena 地雷原啓開車両 - 不詳[2]
- UR-67 地雷原啓開車両 - 3両[2]
- UR-77 地雷原啓開車両 - 1両[2]
- MTU-20 架橋車両 - 1両[2]
- MTU-90M 架橋車両 - 11両[2]

### 軽車両
- ウニモグ
- KAMAZ
- ウラル-4320
- UAZ-469
- GAZ-69
- GAZ-66
- AIL ストーム

### 火砲
- 2S7 ピオン 203mm自走カノン砲 - 12両[2]
- ATMOS 2000 155ｍｍ装輪式自走榴弾砲 - 5両[2]
- 2S19 ムスタ-S 152mm自走榴弾砲 - 18両[2]
- 2S3 アカーツィヤ 152mm自走榴弾砲 - 14両[2]
- ダナ-M1M 152mm装輪式自走榴弾砲 - 36両[2]
- 2S1 グヴォズジーカ 122mm自走榴弾砲 - 68両[2]
- 2A36 ギアツィント-B 152mmカノン砲 - 49門[2]
- D-20 152mm榴弾砲 - 43門[2]
- M-46 130mmカノン砲 - 35門[2]
- D-30 122mm榴弾砲 - 423門[2]
- D-44 85mm対戦車砲 - 複数[2]
- 2S31 ヴェーナ 120mm自走迫撃砲 - 17両[2]
- サンドキャット 120mm自走迫撃砲 - 18両[2]
- Cardom 120mm迫撃砲 - 5門[2]
- PM-38 120mm迫撃砲 - 27門[2]
- 2S12 120mm迫撃砲 - 180門[2]

### ロケット砲
- T-107 - 71システム[2]
- BM-21 グラート - 54システム[2]
- BM-21V - 24システム[2]
- IMI リンクス - 16システム[2]
- RM-70 ヴァンパイア - 18システム[2]
- T-122 - 18システム[2]
- RAK-12 - 10システム[2]
- TOS-1A - 17システム[2]
- 9A52 スメーチ - 30システム[2]
- Polonez - 6システム[2]
- T-300 - 18システム[2]

### 弾道ミサイル
- IAI LORA - 4システム[2]
- 9K79-1 トーチカU - 3システム[2]

### 対戦車兵器
- 9P157-2 フリザンテマ-S 対戦車車両 - 18両[2]
- コブラ（スキフ搭載型） 対戦車車両 - 不詳[2]
- サンドキャット（スパイクER搭載型）対戦車車両 - 26両[2]
- サンドキャット（スパイクLR搭載型）対戦車車両 - 9両[2]
- 9K11 対戦車ミサイル[2]
- 9K111 対戦車ミサイル[2]
- 9K111-1 対戦車ミサイル[2]
- 9K115 対戦車ミサイル[2]
- 9K135 対戦車ミサイル[2]
- スパイクLR 対戦車ミサイル[2]

### 対空兵器
- 9K33-1T オサー-1T 地対空ミサイル[2]
- 9K35 ストレラ-10 地対空ミサイル[2]
- 9K32 ストレラ 携帯式地対空ミサイル[2]
- 9K34 ストレラ-3 携帯式地対空ミサイル[2]
- 9K310 イグラ-1 携帯式地対空ミサイル[2]
- 9K338 イグラ-S 携帯式地対空ミサイル[2]
- ZSU-23-4 シルカ 自走高射機関砲[2]
- ZU-23 高射機関砲[2]

### 小火器
- Zafer拳銃
- H&K MP5（特殊部隊が使用）
- AKM
- AK-74
  - AK-74M（特殊部隊が使用）
  - AKS-74（特殊部隊が使用）
  - AKS-74U（特殊部隊が使用）
- IMI タボールAR21（特殊部隊が使用）
  - MTAR-21（特殊部隊が使用）
- H&K G3
- ドラグノフ狙撃銃
- JNG-90
- Istiglal対物ライフル
- PK
- NSV重機関銃
- GP-25
- AGS-30
- RPG-7